# 歸來 (2011年電影)
《歸來》（英語：Return）是一部2011年美國獨立電影，講述一名美國後備軍人、妻子兼母親從中東服役後回家的故事。本片由麗莎·強森執導和編劇，主演是琳達·卡德里尼、米高·沙朗和約翰·斯拉特里。本片是強森的第一部長篇電影，並在康城影展導演雙週的首映上獲得好評。

## 演員
- 琳達·卡德里尼 飾 Kelli
- 米高·沙朗 飾 Mike
- 約翰·斯拉特里 飾 Bud
- 塔利亞·巴爾薩姆 飾 Julie
- 愛瑪·瑞恩·萊爾（英语：Emma Rayne Lyle） 飾 Jackie
- 保羅·斯帕克斯 飾 Ed
- Rosie Benton 飾 Brooke
- 露易莎·克勞瑟（英语：Louisa Krause） 飾 Shannon
- James Murtaugh 飾 Mr. Miller
- Bonnie Swencionis 飾 Cara Lee
- Wayne Pyle 飾 Franklin

## 外部連結
- Official web site （页面存档备份，存于）
- 互联网电影数据库（IMDb）上《Return》的资料（英文）
- 爛番茄上《歸來》的資料（英文）
- Current Films. 2.1 Films.
- "Return makes its Cannes debut" （页面存档备份，存于）. IndieWire.com.